# أنا وهؤلاء (مسلسل)
أنا وهؤلاء مسلسل تلفزيوني مصري، صدر سنة 2005 من 32 حلقة، بطولة محمد صبحي.

## القصة
مسلسل يصور الصراع بين الخير والشر، الاستقامة والاعوجاج من خلال يحكى المسلسل عن نزوح "سلسبيل"' المدرس ذو الاخلاق إلى القاهرة قادما من إحدى المحافظات الريفية ليعمل مدرسا للتاريخ في إحدى المدارس بعد ان اشتكاه عدد كبير من زملاءه نظرا لانه يعطيهم دائما دروسا في الاخلاق والتعليم. في نفس الوقت تأتى "سندس"' إلى القاهرة هي الأخرى من أجل استكمال الماجستير الخاص بها بالقاهرة ولكى تعمل مدرسة بالاحياء. يتصادف خلال نزولهم للقاهرة أن يقابل كل منهما الآخر في موقف حرج يجعلهم يتضايقون من بعضهم البعض وتلعب الصدفة دورا كبيرا خلال أحداث المسلسل فيتقابل "سلسبيل" و"سندس" خلال المسلسل عشرات المرات من خلال المصادفة إلى أن يقرر "سلسبيل" أن يشتري فيلا من إحدى السيدات التي تدعى "قدرية"' والتي أنجبت أربع أبناء وهم "نقراشي" و"طهطاوي" و"طوسون" و"خليفة". خلال الأحداث تصدمها سيارة وتموت ويتورط "سلسبيل" في تربية الأبناء ويبدأ رحلة البحث عن آباءهم. وهو من تأليف محمد صبحي.

## النوع
- مسلسل: درامى / اجتماعى/ سياسى/ كوميدي

## الاخراج
- المسلسل رؤية محمد صبحي التلفزيونية التي قام بتنفيذها المخرج عصام شعبان

| - محمد صبحي: سلسبيل قنديل نبيل عبد الجليل - داليا مصطفى: سندس حسين عمران المناخيلي - جميل راتب: أمالى السودة - هناء الشوربجي: برديس - مها أبو عوف: نانيس - محمود أبو زيد: غندور - محمد أبو داوود: كرم أبو المكارم - يوسف فوزي: عمران بك - شوقي طنطاوي: مقبل - منى عبد الغني: عزيزة | - خليل مرسي: عزيز طليق عزيزة - فادي خفاجة: وليد - هبة مجدي: كاميليا - شريف محسن: حسن أخو عزيزة - عنبر: راضية زوجة مكرم - ماهر سليم: عصفور مساعد عمران - رجاء أمين: أم نوال - محمود القلعاوي: سند أبو الخير - نادين سابا: فيروز اللبنانية - بدرية طلبة: نوال صديقة سندس | - هدى الأدريسي: نضال قريبة سلسبيل - أحمد رفعت: جهاد زوج نضال - رؤوف مصطفى: أب نوال - يوسف داود: عويس عم نانيس - ناجي سعد: عارف حقي المحامي - ليلى جمال: جليلة أم عزيزة - يوسف العسال: مفيد مساعد عاصم - منى حسين: إلهام قريبة كاميليا - زينب وهبي: عناقيد أخت نبيلة - ليلى كمال: السيدة ياسمينة | - عزت أبو عوف: عاصم حشمت - مجدي صبحي: رءوف والد نقراشي - مديحة البكرى: قدرية - أحمد عقل: فهمي المناخيلي - سامح أبو الغار: المخرج - كريم هشام: نقراشي - عصام محمد: طوسون - شادي خفاجة: طهطاوي - عبد الرحمن وائل: خليفة - فيولا: ناظرة المدرسة | - عفاف حمدي: مورد أخت سلبيل - جميلة عزيز: أنصاف زوجة رؤوف - نورا السباعي: راكبة القطار - أيمن منصور: وائل طالب - محمد رضوان: رشدي بك - حمدي السيد: صاحب قناة خاصة - شروق: طليقة غندور - وفاء عامر: الناظرة - سوسن بدر: نبيلة |

إشترك في التمثيل: أحمد عبد المنعم - السيد الصاوي - محمد عنتر - أنور عبد المنعم - أيمن حمودة - سمير أبو المجد - صالح العويل - محمد عوض - عادل أبو الغيط - سميحة إبراهيم - أشرف جلال - عبد المنعم رياض- هشام كامل - سمير ربيع - أحمد النمرسي - عيد أبو الحمد - صيام حسن - حسين محمود - صلاح الحسيني - أحمد مصطفى - توفيق سامي - محيي عبد الحميد - محمد الجنايني - أماني فهمي - كمال العيساوي - سعد عبد العظيم - حمدي السلكاوي - محمد سعيد عبودة - ممدوح السنجري - بهاء بيومي - أحمد عواد - نبوية السيد - ماجد ونيس - وفاء عبد الواحد - ولاء إسماعيل